# کربی (مونتانا)
کربی (به انگلیسی: Kirby) یک منطقهٔ مسکونی در ایالات متحده آمریکا است که در مونتانا واقع شده‌است. کربی N/A نفر جمعیت دارد و ۱٬۱۸۲٫۶۴ متر بالاتر از سطح دریا واقع شده‌است.